# Alexandre Herculano

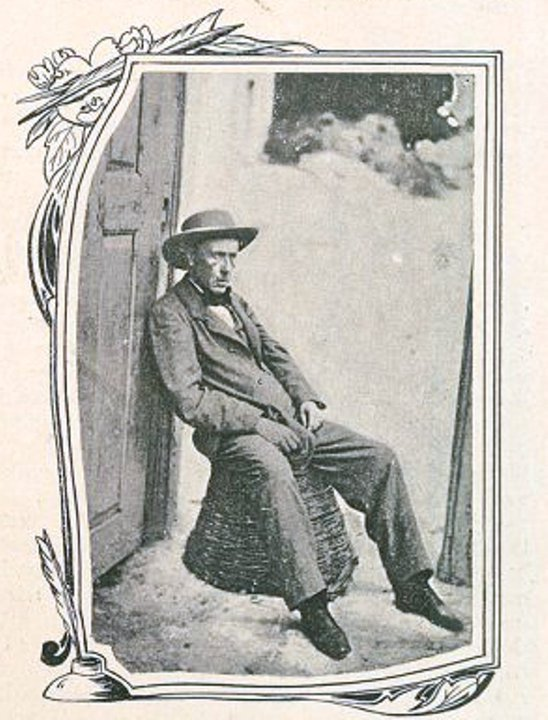
Alexandre Herculano em Vale de Lobos, sentado numa das cestas da apanha de azeitona

Alexandre Herculano de Carvalho e Araújo (Lisboa, 28 de março de 1810 – Quinta de Vale de Lobos, Azoia de Baixo, Santarém, 13 de setembro de 1877) foi um escritor, historiador, jornalista e poeta português da era do romantismo.
Como liberal que era, teve como preocupação maior, estabelecida nas suas ações políticas e seus escritos, sobretudo em condenar o absolutismo e a intolerância da coroa no século XVI para denunciar o perigo do retorno a um centralismo da monarquia em Portugal.

## Biografia
Alexandre Herculano nasceu no Pátio do Gil, na Rua de São Bento, em 28 de março de 1810; a mãe, Maria do Carmo Carvalho de São Boaventura, filha e neta de pedreiros da Casa Real; o pai, Teodoro Cândido de Araújo, era funcionário da Junta dos Juros (Junta do Crédito Público).
Na sua infância e adolescência não pôde ter deixado de ser profundamente marcado pelos dramáticos acontecimentos da sua época: as invasões francesas, o domínio inglês e o influxo das ideias liberais, vindas sobretudo da França, que conduziriam à Revolução de 1820. Até aos 15 anos frequentou o Colégio dos Padres Oratorianos de S. Filipe de Néry, então instalados no Convento das Necessidades em Lisboa, onde recebeu uma formação de índole essencialmente clássica, mas aberta às novas ideias científicas. Impedido de prosseguir estudos universitários (o pai ficou cego em 1827, ficando impossibilitado de prover ao sustento da família) ficou disponível para adquirir uma sólida formação literária que passou pelo estudo de inglês, francês, italiano e alemão, línguas que foram decisivas para a sua obra literária.
Estudou Latim, Lógica e Retórica no Palácio das Necessidades e, mais tarde, na Academia da Marinha Real, estudou matemática com a intenção de seguir uma carreira comercial.
Alexandre Herculano casou, em 1 de maio de 1867, com Mariana Hermínia de Meira. Morreu, sem descendência, na sua quinta de Vale de Lobos, Azoia de Baixo, (Santarém) em 18 de Setembro de 1877, onde se tornara agricultor e produtor do famoso "Azeite Herculano". Encontra-se sepultado no Mosteiro dos Jerónimos transladado para aí em 6 de Novembro de 1978.

### Carreira política e profissional
Em termos políticos, Herculano identifica-se com a ala esquerda do Partido Cartista, liberal, mas no entanto não aceita as ideias socialistas, democrático-republicanas e iberistas.
Com apenas 21 anos, participará, em circunstâncias nunca inteiramente esclarecidas, na revolta de 21 de Agosto de 1831 do Regimento n.° 4 de Infantaria de Lisboa contra o governo miguelista, de D. Miguel I, o que o obrigará, após o fracasso daquela revolta militar, a refugiar-se num navio francês fundeado no Tejo, nele passando à Inglaterra e, posteriormente, à França (Rennes), onde residiu até à saída de Belle-Île-en-Mer (Morbihan) dos navios da expedição (Fevereiro de 1832) que iam juntar-se ao exército Liberal de D. Pedro IV, na Ilha Terceira (Açores). Alistado como soldado no Regimento dos Voluntários da Rainha, como Garrett, é um dos 7.500 "Bravos do Mindelo", assim designados por terem integrado a expedição militar comandada por D. Pedro IV que desembarcou, em 8 de Julho de 1832, na praia do Mindelo (na verdade, um pouco mais a sul, na praia de Arnosa de Pampelido, um pouco a Norte do Porto — hoje "praia da Memória"), a fim de cercar e tomar a cidade do Porto (ver Desembarque do Mindelo e Cerco do Porto). Como soldado, participou em acções de elevado risco e mérito militar.
Iniciado na maçonaria em data e local desconhecidos, porventura durante o exílio em Inglaterra, ou antes, cedo a abandonou.
Nomeado por D. Pedro IV como segundo bibliotecário da Biblioteca do Porto, aí permaneceu até ter sido convidado para dirigir a revista O Panorama (1837–1868), de Lisboa, revista de caráter artístico e científico de que era proprietária a Sociedade Propagadora dos Conhecimentos Úteis, patrocinada pela própria rainha D. Maria II e de que foi redactor principal de 1837 a 1839. Em 1842 retomou o papel de redator principal e publicou Eurico o Presbítero, obra maior do romance histórico em Portugal no século XIX. Também se encontra colaboração da sua autoria no Jornal da Sociedade dos Amigos das Letras (1836) e em diversas revistas, nomeadamente na Revista Universal Lisbonense (1841–1859), Revista do Conservatório Real de Lisboa (1842), A illustração luso-brasileira (1856–1859) e a título póstumo nas revistas Renascença (1878–1879?), A semana de Lisboa (1893–1895) e A Leitura (1894–1896) e, já no século XX, no semanário Azulejos (1907–1909).
Uma das obras mais notáveis de Alexandre Herculano é a sua História de Portugal, cujo primeiro volume é publicado em 1846, obra que introduz uma historiografia científica em Portugal, não podia deixar de levantar enorme polémica, sobretudo com os sectores mais conservadores, encabeçados pelo clero, que o atacará então por não ter Herculano admitido como verdade histórica o então célebre Milagre de Ourique — segundo o qual Cristo aparecera ao rei Afonso Henriques naquela batalha. Herculano acaba por vir a terreiro em defesa da verdade científica da sua obra, desferindo implacáveis golpes sobre o clero ultramontano, sobretudo nos opúsculos Eu e o Clero e Solemnia Verba. O prestígio que a História de Portugal lhe granjeara leva a Academia das Ciências de Lisboa a nomeá-lo seu sócio efectivo (1852) e a encarregá-lo do projecto de recolha dos Portugaliae Monumenta Historica (inspirado nos Monumenta Germaniae Historica e que constará duma recolha e publicação de fontes e documentos valiosos, dispersos pelos cartórios conventuais do país, em abandono desde que em 1834 fora ordenada a extinção das Ordens religiosas e a desamortização dos bens da Igreja). Herculano empreende este projecto em 1853 e 1854 e começará a publicação selectiva daquelas fontes a partir de 1856. À sua morte este labor ficou no entanto incompleto e, embora sujeito às contingências e interrupções da História, foi retomado em 1980 sob a direcção de José Mattoso.
Herculano permanecerá fiel aos seus ideais políticos e à Carta Constitucional, que o impedira de aderir ao Setembrismo. Apesar de estreitamente ligado aos círculos do novo poder Liberal (foi deputado às Cortes e preceptor do futuro Rei D. Pedro V), recusou fazer parte do primeiro Governo da Regeneração, chefiado pelo Duque de Saldanha. Recusou honrarias e condecorações e, a par da sua obra literária e científica, de que nunca se afastou inteiramente, preferiu retirar-se progressivamente para um exílio que tinha tanto de vocação como de desilusão. Numa carta a Almeida Garrett confessara ser seu mais íntimo desejo ver-se entre quatro serras, dispondo de algumas leiras próprias, umas botas grosseiras e um chapéu de Braga. Ainda desempenhou o cargo de Presidente da Câmara de Belém (1854 a 1855), cargo que abandona rapidamente.
Em 1856, retomando forças foi um dos fundadores do Partido Regenerador Histórico, ou Partido Histórico, em oposição ao Partido Regenerador de António Maria Fontes Pereira de Melo e Rodrigo da Fonseca Magalhães.
No ano seguinte, seguindo o mesmo propósito anticlerical demonstrado no seu livro de história de Portugal, ataca vigorosamente a Concordata com a Santa Sé.
A 31 de Dezembro de 1858 preside a um comício anticlerical.
Participa na redacção do primeiro Código Civil Português (1860–1865), tendo proposto a introdução do casamento civil a par do religioso, o que originou uma nova polémica com o clero.
Quando se começou a fazer muito eco na imprensa e política portuguesa para promover o iberismo, em 1861, foi criada a Comissão Central 1.º de Dezembro de 1640 contra essa vontade e, entre outros nomes, que constam dela é o nosso Herculano que imediatamente a ela se uniu nesse ideal de raiz patriótica.
Em 1867, após o seu casamento com D. Mariana Meira, retira-se definitivamente para a sua quinta de Vale de Lobos (Azoia de Baixo, Santarém) para se dedicar (quase) inteiramente à agricultura e a uma vida de recolhimento espiritual — ancorado no porto tranquilo e feliz do silêncio e da tranquilidade, como escreverá na advertência prévia ao primeiro volume dos Opúsculos. Em Vale de Lobos, Herculano exerce um autêntico magistério moral sobre o País. Na verdade, este homem frágil e pequeno, mas dono de uma energia e de um carácter inquebrantáveis era um exemplo de fidelidade a ideais e a valores que contrastavam com o pântano da vida pública portuguesa. Isto dá vontade de morrer!, exclamara ele, decepcionado pelo espectáculo torpe da vida pública portuguesa, que todos os seus ideais vilipendiara. Aquando da segunda viagem do Imperador do Brasil a Portugal, em 1867, Herculano entendeu retribuir, em Lisboa, a visita que o monarca lhe fizera em Vale de Lobos, mas devido à sua débil saúde contraiu uma pneumonia de que viria a falecer, em Vale de Lobos, em 13 de Setembro de 1877. Antes de morrer, o Imperador brasileiro viu em Alexandre um homem digno de receber a Imperial Ordem da Rosa, ao qual Herculano recusou.

## A obra

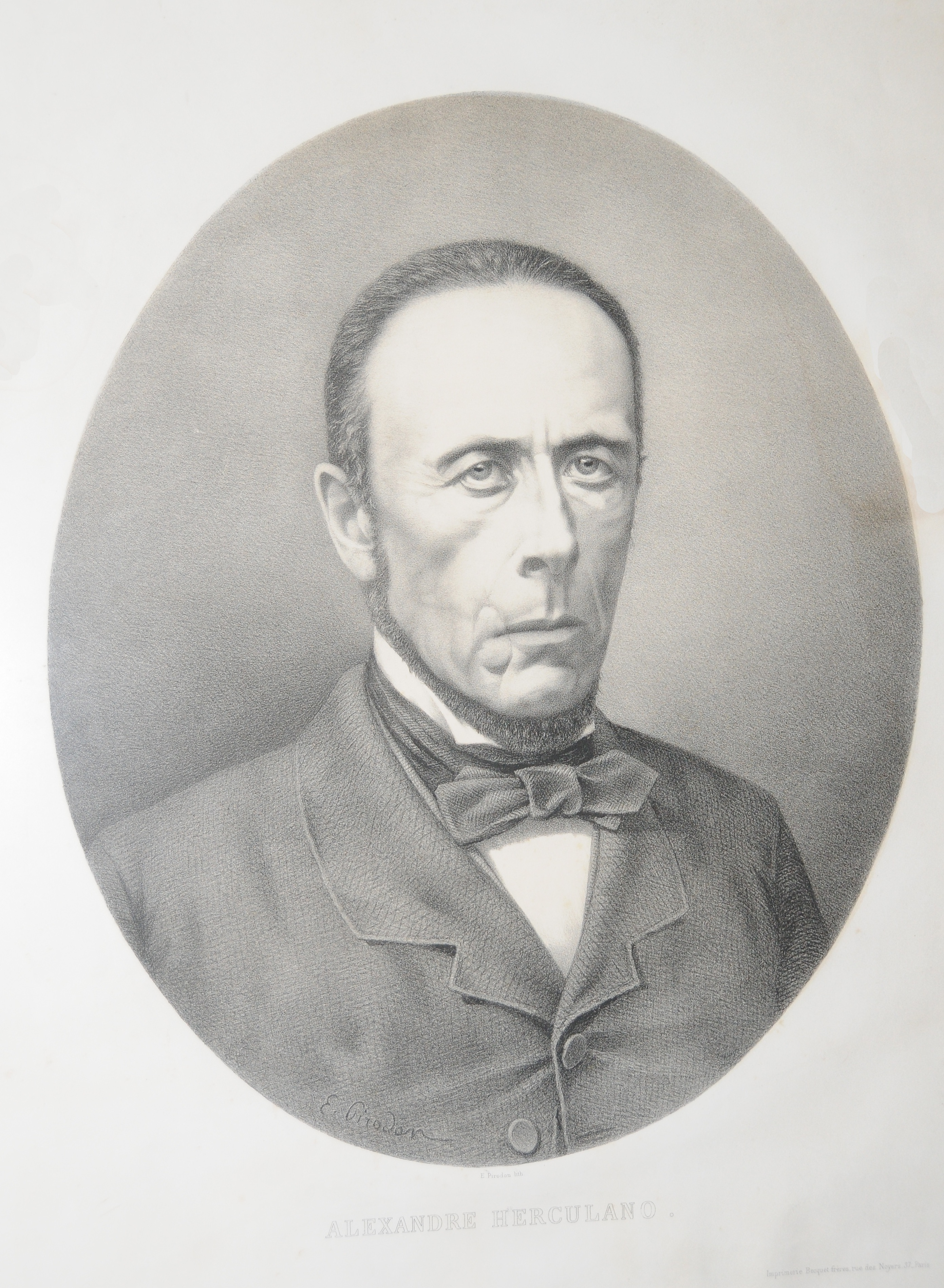
Retrato de Alexandre Herculano.

Herculano deixou ensaios sobre diversas questões polémicas da época, que se somam à sua intensa actividade jornalística.
Herculano foi o responsável pela introdução e pelo desenvolvimento da narrativa histórica em Portugal.
Juntamente com Almeida Garrett, é considerado o introdutor do Romantismo em Portugal, desenvolvendo os temas da incompatibilidade do homem com o meio social.
Como historiador, publicou História de Portugal, em quatro volumes, e entre 1854 e 1859, publica os três volumes  da História da Origem e Estabelecimento da Inquisição em Portugal. Organizou Portugaliae Monumenta Historica (coleção de documentos valiosos recolhidos de cartórios conventuais do país).
A parte mais significativa da obra literária de Herculano concentra-se em seis textos em prosa, dedicados principalmente ao género conhecido como narrativa histórica. Esse tipo de narrativa combina a erudição do historiador, necessária para a minuciosa reconstituição de ambientes e costumes de épocas passadas, com a imaginação do literato, que cria ou amplia tramas para compor seus enredos. Dessa forma, o autor situa ação num tempo passado, procurando reconstituir uma época. Para isso, contribuem descrições pormenorizadas de quadros antigos, como festas religiosas, indumentárias, ambientes e aposentos, topografias de cidades. São frequentes as intervenções do narrador, que tece comentários filosóficos, sociais ou políticos, muitas vezes relacionando o passado narrado com o quotidiano do século XIX. A narrativa de caráter histórico foi desenvolvida inicialmente por Walter Scott (1771–1832), poeta e novelista escocês que escreveu A Balada do Último Menestrel e Ivanhoé, entre outros trabalhos. Também o francês Vitor Hugo (1802–1885) serviu de modelo a Herculano: Hugo escreveu o romance histórico Nossa Senhora de Paris, em que surge Quasimodo, o famoso “Corcunda de Notre-Dame”. A partir desses modelos, desenvolveu-se a narrativa histórica de Herculano, que pode ser considerada o ponto inicial para o desenvolvimento da prosa de ficção moderna em Portugal.
As Lendas e Narrativas são formadas por textos mais ou menos curtos, que se podem considerar contos e novelas. Herculano abordou vários períodos da história da Península Ibérica. É evidente a preferência do autor pela Idade Média, época em que, segundo ele, se encontravam as raízes da nacionalidade portuguesa.
O trabalho literário de Herculano foi, juntamente com as Viagens na Minha Terra, de Almeida Garrett, o ponto inicial para o desenvolvimento da prosa de ficção moderna em Portugal. A partir disto, as narrativas históricas foram focando épocas cada vez mais próximas do século XIX.
Deixou ainda alguma poesia, romances não históricos e peças de teatro.

## Obras principais

### Poesia
- A Harpa do Crente — 1838 (eBook)
- Poesias — 1850 (eBook)

### Teatro
- A Crente na Liberdade — 1860

Drama histórico português em 3 atos.
Representou-se em Lisboa, em 1838, no teatro do Salitre.
Foi editado no Rio de Janeiro em 1862
- Os Infantes em Ceuta — 1842

### Romance
- O Pároco de Aldeia (1825) — 1851[22]
- O Galego: Vida, ditos e feitos de Lázaro Tomé[23]

### Romance histórico
- O Bobo (1128) — 1843 (eBook)[24]
- O Monasticon
  - Eurico, o Presbítero: Época Visigótica — 1844[25]
  - O Monge de Cister; Época de D. João I — 1848 (Digitalizado em Google)
- Lendas e narrativas — 1851
  - 1.º tomo: (eBook)
    - O Alcaide de Santarém (950–961)[26]
    - Arras por Foro de Espanha (1371–2)[27]
    - O Castelo de Faria (1373).[28]
    - A Abóbada (1401)[29]

  - 2.º tomo: (eBook)
    - Destruição de Áuria: Lendas Espanholas (século VIII)[30]
    - A Dama Pé de Cabra: Romance de um Jogral (Século XI)[31]
    - O Bispo Negro (1130)[32]
    - A Morte do Lidador (1170)[33]
    - O Emprazado: Crónica de Espanha (1312)[34]
    - O Mestre Assassinado: Crónica dos Templários (1320)[30]
    - Mestre Gil: Crónica (Século XV)[30]
    - Três Meses em Calecut: Primeira Crónica dos Estados da Índia (1498)[33]
    - O Cronista: Viver e Crer de Outro Tempo[35]

### História
- História de Portugal: 1.ª época, desde a origem da monarquia até D. Afonso III — 1846–1853
- História da Origem e Estabelecimento da Inquisição em Portugal — 1854–1859
- Portugaliæ Monumenta Historica — 1856–1873

### Opúsculos
- Opúsculos I: Questões Públicas, Tomo I (eBook)
  - A Voz do Profeta (1836) (edição digital em Bibliotrónica Portuguesa)[36]
  - Teatro, Moral, Censura (1841)
  - Os Egressos (1842)
  - Da Instituição das Caixas Económicas (1844)
  - As Freiras de Lorvão (1853)
  - Do Estado dos Arquivos Eclesiásticos do Reino (1857)
  - A Supressão das Conferências do Casino (1871)
- Opúsculos II: Questões Públicas, Tomo II (eBook)
  - Monumentos Pátrios (1838)
  - Da Propriedade Literária (1851–2)
  - Carta à Academia das Ciências (1856)
  - Mousinho da Silveira (1856)
  - Carta aos Eleitores do Círculo de Cintra (1858)
  - Manifesto da Associação Popular Promotora da Educação do Sexo Feminino (1858)
- Opúsculos III: Controvérsias e Estudos Históricos, Tomo I (eBook)
  - A Batalha de Ourique:
    - I. Eu e o Clero (1850)
    - II. Considerações Pacificas (1850)
    - III. Solemnia Verba (1850)
    - IV. Solemnia Verba (1850)
    - V. A Ciência Arábico-Académica (1851)

  - Do estado das classes servas na Península, desde o VIII até o XII Século (1858)
- Opúsculos IV: Questões Públicas, Tomo III (eBook)
  - Os Vínculos (1856)
  - A Emigração (1870–1875)
- Opúsculos V: Controvérsias e Estudos Históricos, Tomo II (eBook)
  - Historiadores portugueses (1839–1840):
    - Fernão Lopes
    - Gomes Eanes de Azurara
    - Vasco Fernandes de Lucena — Rui de Pina
    - Garcia de Resende

  - Cartas Sobre a História de Portugal (1842)
  - Resposta às Censuras de Vilhena Saldanha (1846)
  - Da Existência e não Existência do Feudalismo em Portugal (1875–1877)
  - Esclarecimentos:
    - A. Sortes Góticas
    - B. Feudo
- Opúsculos VI: Controvérsias e Estudos Históricos, Tomo IV (eBook)
  - Uma Vila-Nova Antiga (1843)
  - Cogitações Soltas de um Homem Obscuro (1846)
  - Arqueologia Portuguesa (1841–1843)
    - Viagem de Cardeal Alexandrino;
    - Aspecto de Lisboa;
    - Viagem dos Cavaleiros Tron e Lippomani

  - Pouca luz em muitas trevas (1844)
  - Apontamentos para a história dos bens da coroa (1843–44)
- Opúsculos VII: Questões Públicas, Tomo IV (eBook)
  - Duas Épocas e Dois Monumentos ou a Granja Real de Mafra (1843)
  - Breves Reflexões Sobre Alguns Pontos de Economia Agrícola (1849)
  - A Granja do Calhariz (1851)
  - Projecto de Decreto (1851)
  - O País e a Nação (1851) [artigos publicados no jornal O Paiz]
  - Representação da Câmara Municipal de Belém ao Governo (1854)
  - Representação da Câmara Municipal de Belém ao Parlamento (1854)
  - Projecto de Caixa de Socorros Agrícolas (1855)
  - Sobre a Questão dos Forais (1858)
- Opúsculos VIII (eBook)
  - Da Pena de Morte (1838)
  - A Imprensa (1838)
  - Da Escola Politécnica ao Colégio dos Nobres (1841)
  - Instrução Pública (1841)
  - Uma Sentença sobre Bens Reguengos (1842)
  - A Escola Politécnica e o Monumento (1843)
  - Um Livro de V. F. Netto de Paiva (1843)
- Opúsculos IX: Literatura (eBook)
  - Qual é o Estado da Nossa Literatura? Qual é o Trilho que Ela Hoje Tem a Seguir? (1834)
  - Poesia: Imitação—Belo—Unidade (1835)
  - Origens do Teatro Moderno: Teatro Português até aos Fins do Século XVI (1837)
  - Novelas de Cavalaria Portuguesas (1838–40)
  - Historia do Teatro Moderno: Teatro Espanhol (1839)
  - Crenças Populares Portuguesas ou Superstições Populares (1840)
  - A Casa de Gonçalo, Comédia em Cinco Actos: Parecer (1840)
  - Elogio Histórico de Sebastião Xavier Botelho (1842)
  - D. Maria Teles, Drama em Cinco Actos: Parecer (1842)
  - D. Leonor de Almeida, Marquesa de Alorna (1844)
- Opúsculos X, Questões Públicas, Tomo VI
  - A Reação Ultramontana em Portugal ou A Concordata de 21 de Fevereiro (1857)
  - Análise da Sentença dada na Primeira Instância da Vila de Santarém acerca da Herança de Maria da Conceição (1860)
  - As Heranças e os Institutos Pios (s.d.)

### Outras obras
- De Jersey a Granville — 1831
- Estudos sobre o casamento civil: por occasião do opusculo do sr. Visconde de Seabra sobre este assumpto — 1866 (Digitalizado em Google)

## Obras disponíveis em formato digital na Internet
- «Obras digitalizadas de Herculano, Alexandre, - PURL.PT - Biblioteca Nacional Digital»
  - «Historia da Origem e Estabelecimento da Inquisição em Portugal»
  - «História de Portugal»
  - «Lendas e Narrativas»
  - «Opúsculos»
- Obras de Alexandre Herculano no Project Gutenberg
- «Obras de Alexandre Herculano em Luso Livros»
  - «O Bobo»
  - «Eurico, o Presbítero»
  - «Lendas e Narrativas»
- Obras de Alexandre Herculano em pt.wikisource.org
  - «O Bobo»
  - «Eurico, o Presbítero»
  - «O Bispo Negro»
  - «A Harpa do Crente»
- «História da Origem e Estabelecimento da Inquisição em Portugal (grafia atualizada)», www.ebooksbrasil.org (em arquivo em webcitation.org — www.ebooksbrasil.org)
- «O monge de Cistér: ou, A épocha de D. João I.» (Google Livros)